# St. Louis Blues (dal)
- Original Dixieland Jazz Band: St. Louis Blues

Nem tudod lejátszani a fájlt?
A St. Louis Blues az egyik legnépszerűbb amerikai dzsessz-sztenderd dal. Szerzője William Christopher Handy (1873-1958), volt. A kompozíció 1914-ben született.
Szinte mindenki előadta, aki a műfajban számít. A leghíresebb felvételek közé tartozik Louis Armstrong és Bessie Smith közös felvétele, vagy Glenn Miller együttesének előadása.

## Dalszöveg
I hate to see that evening sun go down

I hate to see that evening sun go down

'Cause, my baby, he's gone left this town

Feelin' tomorrow like I feel today

If I'm feelin' tomorrow like I feel today

I'll pack my truck and make my give-a-way

St. Louis woman with her diamond ring

Pulls that man around by her

If it wasn't for her and her

That man I love would have gone nowhere, nowhere

I got the St. Louis Blues

Blues as I can be

That man's got a heart like a rock cast in the sea

Or else he wouldn't have gone so far from me

I love my baby like a school boy loves his pie

Like a Kentucky colonel loves his mint'n rye

I love my man till the day I die

## Jelentősebb felvételek
- Original Dixieland Jass Band (Victor 18772-A), (1921)
- Bessie Smith (és Louis Armstrong – kornett) (Columbia 14064-D), (1925)
- Fats Waller (Victor 20357), (1926)
- Louis Armstrong (Okeh 41350), (1929)
- Rudy Vallee (Victor 22321), (1930)
- Cab Calloway (Brunswick 4936), (1930)
- Mills Brothers (Brunswick 6330), (1932)
- Milton Brown and his Musical Brownies (Decca 5070), (1935)
- Boswell Sisters (Brunswick 7467), (1935)
- Benny Goodman Orchestra (Victor 25411), (1936)
- Guy Lombardo (Decca 2478), (1939)
- Earl Hines (Boogie Woogie on St. Louis Blues, Bluebird B-10674), (1940)
- Glenn Miller (The Army Air Force Band Jazz Tribune, St. Louis Blues-March, RCA-Victor ND 89767), (1943)
- The Delta Rhythm Boys (Victor 20-2462), (1947)
- Metronome All-Stars (Billy Eckstine & Teddy Wilson, Lester Young, Max Roach; MGM 11573), (1953)
- Louis Prima (1946)
- Eddie Higgins Trio (2004)
- Hugh Laurie (2014)
- Ruby Turner (2008)